# Hans Heinrich Wägmann

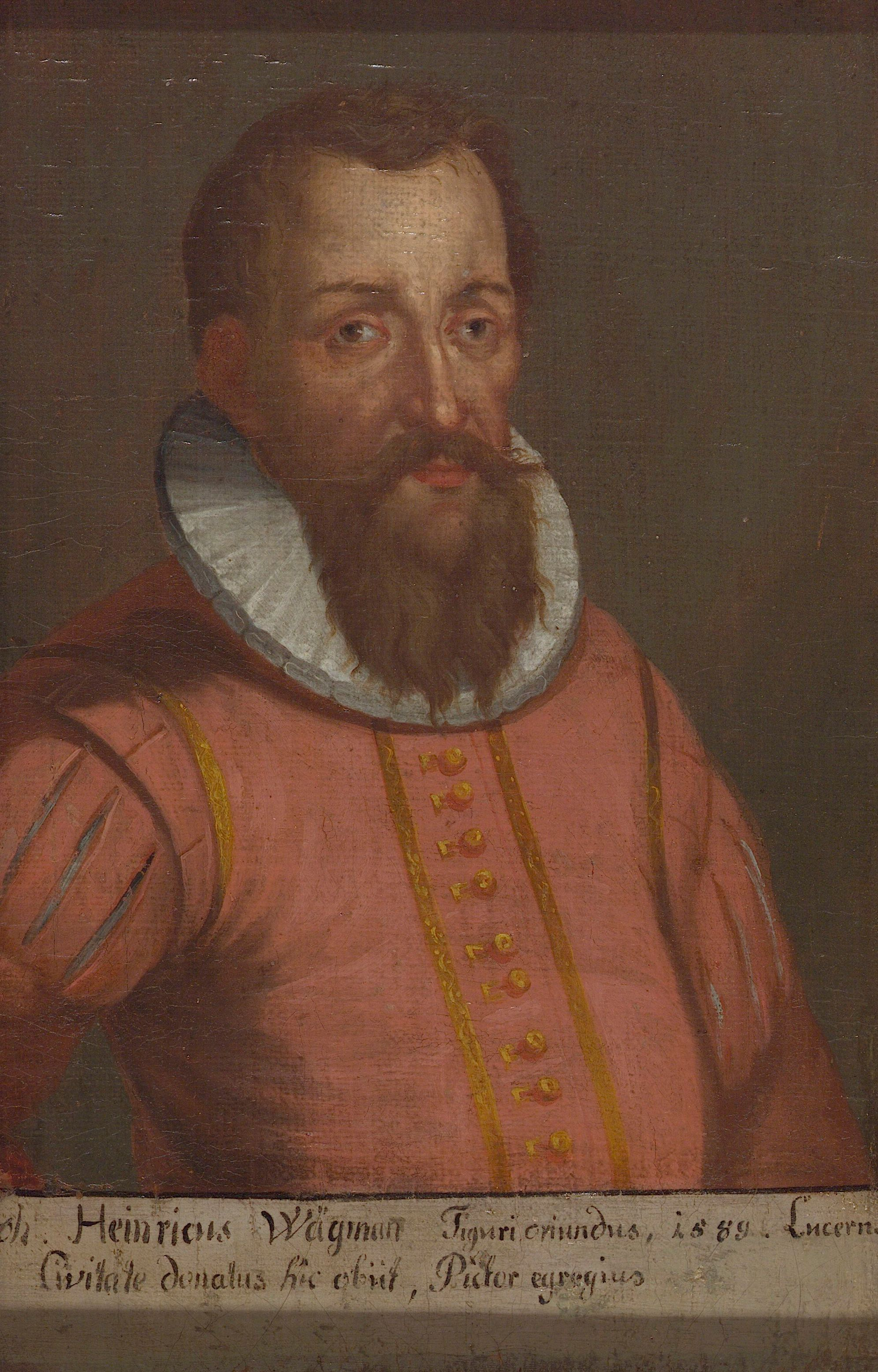
Porträt von Hans Heinrich Wägmann

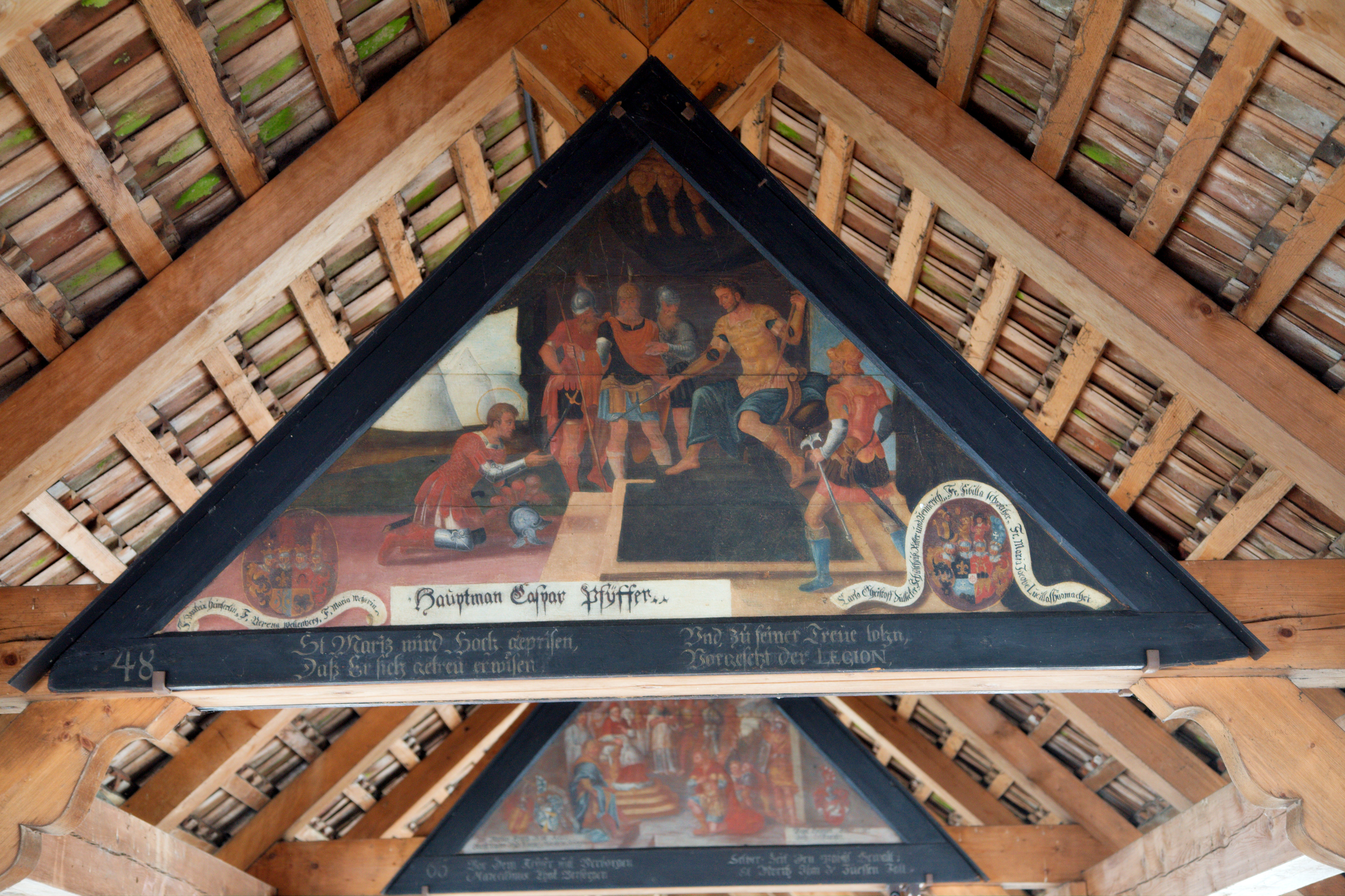
Eines der Tafelbilder von Hans Heinrich Wägmann auf der Luzerner Kapellbrücke

Hans Heinrich Wägmann (* 12. Oktober 1557 in Zürich; † um 1627 in Luzern) war ein Schweizer Maler, Zeichner und Kartograf der Renaissance.

## Leben
Hans Heinrich Wägmann wurde 1557 in Zürich als Sohn des Händlers Heinrich Wägmann und der Katharina Stampfer geboren. Über Wägmanns künstlerische Ausbildung ist nichts bekannt. Als Lehrmeister Wägmanns werden häufig Jos Murer oder Jakob Clauser genannt, doch sichere Erkenntnisse hierzu existieren nicht. Wägmanns früheste Arbeit, eine Tuschezeichnung ist auf 1578 datiert. Um 1580 trat Wägmann der Meisenzunft in Zürich bei, kurz darauf begann er eine Karriere als Maler und arbeitete am Oberdorftor in Zürich – zusammen mit dem Maler Heinrich Ban. Es folgten Aufenthalte in Basel und dem Elsass.
1582 heiratete Wägmann die Luzernerin Margaretha Geilinger; aus der Ehe gingen vier Söhne hervor. Die Familie siedelte nach Luzern über und Wägmann konvertierte zum katholischen Glauben. In der Folgezeit schuf Wägmann eine Chortafel für die Marienkapelle Eigenthal (verschollen) und 1589 im Luzerner Rathausturm die Darstellung „Riese von Reiden“. Als Belohnung verlieh man Wägmann das Bürgerrecht. 1590 erhielt er den Auftrag, drei Altäre für die Jesuitenkirche St. Michael in Luzern zu malen. 1597 schuf der Künstler gemeinsam mit Renward Cysat für den Rat der Stadt Luzern eine Karte der Stadt und des Umlandes. 1604 erhielt Wägmann den Auftrag, eine Karte der Zeiler Herrschaft zu erstellen. Ab 1602 war er im Zuger Buch der Kunsthandwerksvereinigung St. Lukasbruderschaft eingetragen. Ab 1606 arbeitete er gemeinsam mit den in seiner Werkstatt arbeitenden Söhnen an den Tafelbildern für die Kapellbrücke in Luzern. 1617 entstanden für die Pfarrkirche St. Wendelin in Greppen die zwei Altartafeln „Verkündigung an Maria“ und „Maria mit Jesus und Johannes“, die heute im Kunstmuseum Luzern ausgestellt sind.
Wägmanns Todesdatum ist nicht bekannt, da es aus dieser Zeit keine Sterberegister der Stadt Luzern gibt. Seine letztens Werke sind auf das Jahr 1626 datiert. Am 11. November 1628 überwies einer seiner Söhne einem Bruder Geld aus dem väterlichen Nachlass.

## Werk
Zu Wägmanns Bildsujets zählten neben religiösen Szenen und Allegorien vor allem Situationen aus der Schweizer Geschichte. Wägmann machte sich vor allem als Glasmaler, besonders aber auch als Zeichner und Kartograf einen Namen. Durch ihn wurde Luzern für einige Zeit zu einem der wichtigen Zentren der Schweizer Zeichenkunst.

## Ausstellungen (Auswahl)
- 1945: Alte Glasmalerei der Schweiz, Kunstgewerbemuseum der Stadt Zürich
- 1981: Zürcher Kunst nach der Reformation. Hans Asper und seine Zeit, Helmhaus Zürich
- 1986: Renaissancemalerei in Luzern 1560–1650, Schloss Wyher, Ettiswil
- 2005: Von Graf bis Mengs. Meisterzeichnungen aus vier Jahrhunderten, Graphische Sammlung der ETH Zürich,
- 2006: Schatzkammer Schwyz. Kunst- und Kulturschätze aus dem Kanton Schwyz, Forum der Schweizer Geschichte, Schwyz
- 2009: Von Dürer bis Gober. 101 Meisterzeichnungen aus dem Kupferstichkabinett, Kunstmuseums Basel
- 2009: Leuchtende Beispiele. Zeichnungen für Glasgemälde aus Renaissance und Manierismus, Staatliche Kunsthalle Karlsruhe
- 2009: Passagen und Relikte. Werke des 16. und 17. Jahrhunderts aus der Sammlung, Kunstmuseum Luzern